# 马来西亚－巴基斯坦关系
马来西亚－巴基斯坦关系是指马来西亚与巴基斯坦之间的双边关系。巴基斯坦在吉隆坡设有高级专员公署（大使馆），而马来西亚则在伊斯兰堡设有高级专员公署。 两国同为英联邦和伊斯兰合作组织成员。

## 外部連結
- MEC Malaysian Education Centre, Pakistan